# (100033) Taizé

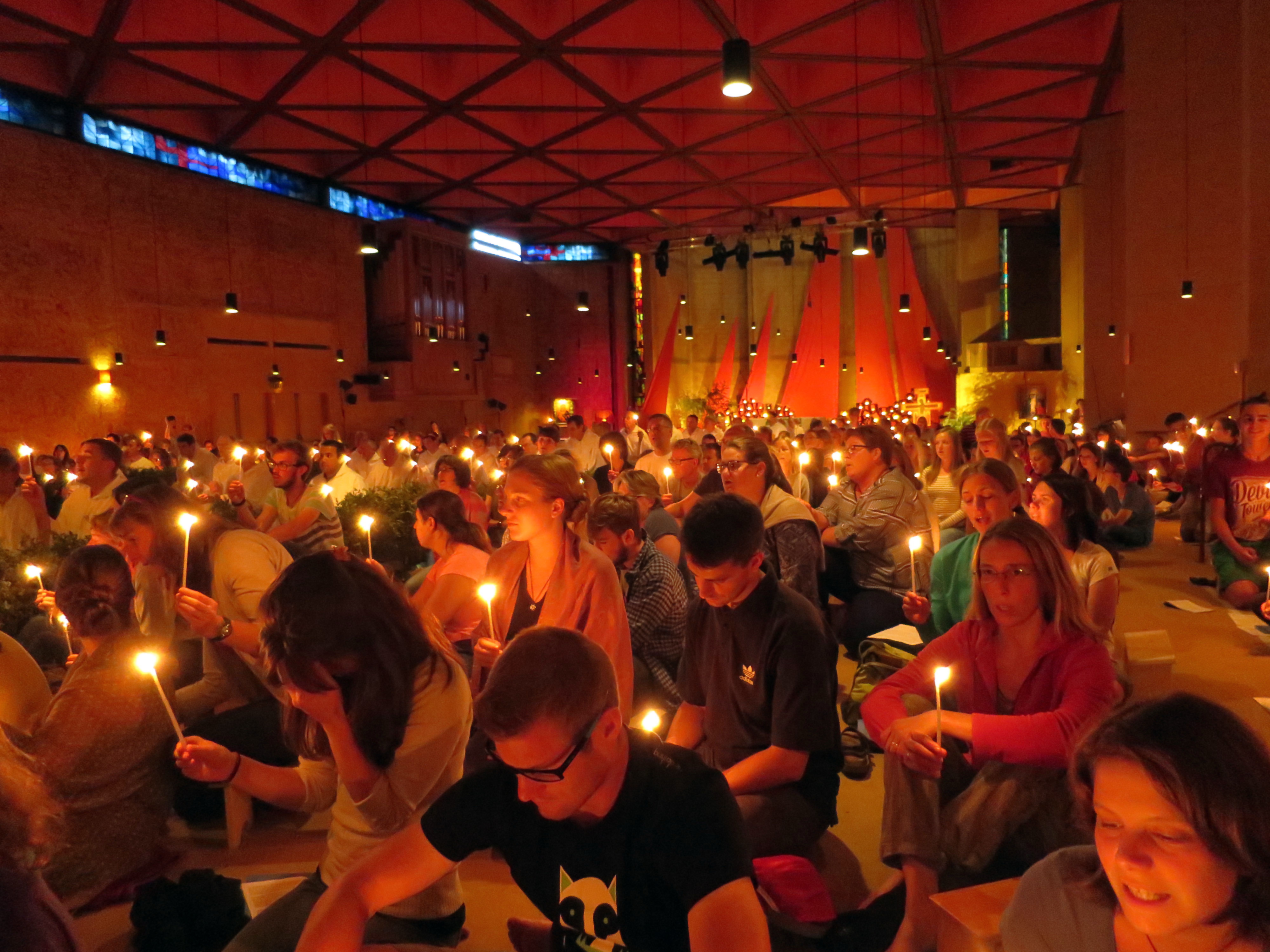
Die Communauté de Taizé

(100033) Taizé ist ein Asteroid des Hauptgürtels. Er wurde vom deutschen Astronomen Freimut Börngen am 9. April 1991 an der Thüringer Landessternwarte Tautenburg (IAU-Code 033) in Thüringen entdeckt.
Der Asteroid wurde am 9. August 2006 nach der Communauté de Taizé im Département Saône-et-Loire benannt. Die Communauté de Taizé ist internationaler ökumenischer Männerorden, ungefähr zehn Kilometer nördlich von Cluny, den jährlich mehrere Zehntausende Jugendliche besuchen. Gründer der Communauté de Taizé ist Frère Roger.